# Michel de Roy
Pour les articles homonymes, voir Roy et de Roy.
Michel de Roy, né le 13 décembre 1948 à Orange (Vaucluse) et mort le 15 octobre 2021 à La Grande-Motte (Hérault),, est un écrivain français, auteur de romans policiers.

## Biographie
Après avoir effectué plusieurs métiers (barman, commerçant, magasinier), Michel de Roy devient policier. Il est retraité et exerce le métier de détective privé[réf. nécessaire].
En 1985, il publie son premier roman, Sûreté urbaine, grâce auquel il est lauréat du prix du Quai des Orfèvres 1986.
Il poursuit sa carrière d'écrivain. Il a publié une quarantaine de romans ainsi que des contes et des nouvelles.

## Œuvre

### Romans

#### SérieRémy de Choli
- Crime assuré, éditions de l'Enclave (2003)  (ISBN 2-9519736-0-8)
- Meurtre en sous-traitance, Éditions de l'Enclave (2004)  (ISBN 2-9519736-2-4)
- 64, boulevard Gambetta, éditions de l'Enclave (2005)  (ISBN 2-9519736-6-7)
- Écarts de conduite, éditions de l'Enclave (2006)  (ISBN 2-9519736-7-5)
- Y'a pas de raison, éditions de l'Enclave (2009)  (ISBN 978-2-916866-19-2)
- Séquestration, éditions de l'Enclave (2011)  (ISBN 2-9519736-7-5)
- Au troisième coup de maillet (2014)
- Sévices compris, éditions de l'Enclave (2018)  (ISBN 9782357570573)

#### Autres romans
- Sûreté urbaine, Éditions Fayard (1985)  (ISBN 978-2-21368-774-2), réédition Éditions Lacour, coll. « Colporteur » (1990)  (ISBN 2-86971-205-7)
- Dernier Casse, Éditions Lacour, coll. « Colporteur » (1988)  (ISBN 2-86971-027-5)
- Banditisme sans frontières, Éditions Lacour, coll. « Colporteur » (1989)  (ISBN 2-86971-104-2)
- Contes du Midi, Éditions Lacour, coll. « Colporteur » (1990)  (ISBN 2-86971-178-6), réédition Éditions de l'Enclave (2003)  (ISBN 2-9519736-2-4)
- Un tueur peut en cacher un autre, Éditions Lacour, coll. « Colporteur » (1991)  (ISBN 2-86971-223-5)
- Fric, drogue, sexe, crime, racket, haute sécurité ?, Éditions Lacour, coll. « Colporteur » (1994) (ISBN 2-86971-917-0) édité erroné (BNF 35713499)
- Écarts de conduite, Éditions de l'Enclave (2006)  (ISBN 2-9519736-7-5)
- De sac et de corde, Éditions de l'Enclave (2007)
- Un petit dernier pour la route, Éditions de l'Enclave (2006)  (ISBN 2-9519736-8-3)
- Sans issue, Éditions de l'Enclave (2009)  (ISBN 978-2-916866-21-5)
- Y a pas de raison, Éditions de l'Enclave (2010)
- Séquestration, Éditions de l'Enclave (2011)  (ISBN 978-2-35757-009-2)
- Pour solde de tout compte, Éditions de l'Enclave (2012)  (ISBN 978-2-35757-022-1)
- Voyage en première classe, Éditions de l'Enclave (2012)  (ISBN 978-2-35757-023-8) (coécrit avec Patrick Giovine)
- Au troisième coup de maillet, Éditions de l'Enclave (2014)  (ISBN 978-2-35757-036-8)
- La Rue en trompe-l’œil, Éditions de l'Enclave (2015)  (ISBN 978-2-35757-049-8)
- Sévices compris, Éditions de l'Enclave (2016)  (ISBN 978-2-35757-051-1)
- Le Cadavre est dans l'ascenseur, Éditions de l'Enclave (2018)
- Vol programmé, Éditions de l'Enclave (2020)  (ISBN 9782357570573)

### Autre ouvrage
- Vous écrivez ? Alors, attention : guide pratique à l'usage des écrivains débutants ou confirmés, Éditions de l'Enclave (2017)  (ISBN 978-2-35757-052-8)

## Prix et distinctions

### Prix
- Prix du Quai des Orfèvres 1986 pour Sûreté urbaine[4]

Michel de Roy obtient également le Prix du livre de la Grande Motte pour son polar Pour solde de tout compte[réf. nécessaire].
Il se voit attribuer le Prix de la nouvelle policière, le Prix de la nouvelle fantastique, et obtient le Prix des experts, qui est l'ancien Prix littéraire de la gendarmerie nationale, et le Prix du polar de Cognac à deux reprises[réf. nécessaire].